# Giorgio Surian
Giorgio Surian (Rijeka, 21. listopada 1954.), hrvatski operni pjevač, basbariton.

## Životopis
Surian je debitirao 1977. u Rijeci kao Sulejman u Zrinjskom.
Nakon natjecanja verdijanskih glasova (1978.) u Bussetu pojavljuje se na audiciji za školu milanske operne kuće Teatro alla Scala, u kojoj studira 3 godine.
Tijekom studija počinje pjevati u sezoni milanske Scale, na pozornicama nekadašnje „Piccole Scale“, u komornim operama „Kameni uzvanik“ Dargominskoga, u Solivinoj „Brončanoj glavi“, u Testijevu „Dvojniku“, u Brittenovu „Albertu Heringu“, te na raznim koncertima koje je organizirao centar za usavršavanje opernih umjetnika milanske Scale, tj. škola u kojoj se usavršavao.
U „velikoj“ Scali debitira 1980. s Beethovenovim oratorijem „Krist na Maslinskoj gori“ te s „Ernanijem“ u ulozi basa – Silve.
Od tada započinje svoju veliku međunarodnu karijeru.
Najveći gradovi u kojima je nastupao jesu:
Pariz ( Opera Comic: „Puritanci“; Grand Opera Garnier: „Macbeth“),
Zürich ( „Macbeth“),
Beč ( „Put u Reims“, „Seviljski brijač“, „Lucia di Lammermoor“ ...), 
London ( Covent Garden: „Pepeljuga“, „Lucia di Lammermoor“), 
Madrid ( Teatro Real: „Faustovo prokletstvo“, „Ljubavni napitak“, „Fidelio“ ...),
Lisabon ( Verdijev „Requiem“, „La Serrana“), 
Moskva ( Boljšoj teatar: „Capuletti e Montecchi“ (gostovanje milanske Scale).),
Frankfurt ( „Cosi fan tutte“, „Hoffmannove priče“), 
Berlin ( „Put u Reims“ s Berlinskom filharmonijom pod ravnanjem Claudija Abbada), 
Atena ( Nacionalni teatar: „Attila“), 
New York ( Metropolitan: „Seviljski brijač“), 
Mexico City ( Verdijev „Requiem“), 
Tokio ( „Put u Reims“ (gostovanje s Bečkom operom) te „Capuletti e Montecchi“ (s milanskom Scalom)).
Najviše djeluje u Italiji, u svim najvećim kazalištima:
u Milanu – La Scala (gdje je ostvario više od 30 različitih uloga), u Rimu, Genovi, Veneciji, Trstu, Veroni, Palermu, Cagliariju, Bologni ...
Pjeva na puno različitih jezika:
na hrvatskom („Nikola Šubić Zrinjski“ ...), talijanskom, francuskom („Carmen“, „Hoffmannove priče“ ...), njemačkom („Ukleti Holandez“ ...), portugalskom (“La Serrana“), ruskom („Pikova dama“), češkom („Jenufa“), latinskom („Requiem“), engleskom („Reix Progress“).
Pjeva u operama, misama, oratorijima ...; tijekom svoje karijere realizirao je više od 160 različitih uloga.
Surađivao je s najvećim dirigentima – C. Abbadom, R. Mutijem, C. Klaiberom, S. Ozawom, L. Von Matačićem,  Giullinijem, L. Maazelom, Z. Mehtom, P. Domingom ...
Surađivao je i s najpoznatijim redateljima – Francom Zeffirellijem, Ugom De Anom, Lucom Ronconijem, Wernerom Herzogom, Chrisom Krausom, Williamom Friedkinom, Andrejom Konchalovskym ...
Nastupao je s priznatim pjevačima – Andreom Bocellijem, Placidom Domingom, Mirellom Freni, Joan Sutherland, Montserrat Caballé, Katiom Ricciarelli, Leom Nuccijem, Nikolajem Gjaurovim, Cesareom Siepijem, Pierom Cappucillijem ...
Zahvaljujući nevjerojatnom rasponu glasa, pjeva različite uloge: 
- kao basso profondo – Fiesco u operi „Simon Boccanegra“, Seneca u operi „Krunidba Popeje“, "Las Favorita", "Aci Galatea e Polifemo", itd.;
- kao basso cantabile – u operama „Ernani“, „Attila“,"Don Carlos", "Lombardi", "Nabucco", "Luisa Miller", "Vespri Siciliani", "Mefistofele", "Gioconda",  „Sonnambula“, „Lucia di Lammermoor“, "Lucrezia Borgia", "Anna Bolena", "Marino Faliero", "Mose'", "Maometto II", "Nozze di Figaro", "Don Giovanni", "Cosi' fan tutte", itd.;
- kao bas-bariton – u operama „Faust“, „Faustovo prokletstvo“, „Hoffmannove priče“, "Robert le diable", itd.;
- kao bariton – u operama „Falstaff“, „Tosca“, „Gianni Schicchi“, „Carmen“, "Ukleti Holandez", "Il pirata", "Machbeth"- uloga Macbeth, "Otello", "Aida"- uloga Amonastro, itd.

Predaje solo-pjevanje na Muzičkoj akademiji u Zagrebu.
Ministarstvo kulture Republike Hrvatske dodijelilo mu je u studenom 2014. naziv nacionalnog prvaka opere. Od 2015. stalni je član ansambla opere HNK Ivana pl. Zajca iz Rijeke.
2018 godine u svega mjesec dana odigrao je s velikim uspjehom jedinstvenu trilogiju "Shakespeare- Verdi- Surian" (Macbeth-Otello-Falstaff).

## Repertoar
- „Tosca“, Scarpia
- „Gianni Schicchi“, Gianni Schicchi
- „Tabarro“, Michele
- „La fanciulla del West“, Sceriffo
- „Falstaff“, Falstaff
- „Otello“, Jago
- „Aida“, Amonastro
- „Leteći Holandez“, Holandez
- „Carmen“, Escamillo
- „Hoffmannove priče“ (4 uloge)
- „Faust“, Mefistofele
- „Mali dimnjačar“, Crni Bob
- „Figarov pir“, Figaro, Conte
- „Così fan tutte“, Don Alfonso
- „Don Giovanni“, Leporello
- „Seviljski brijač“, Basilio – la calunnia in RE
- „Ljubavni napitak“, Dulcamara
- „Andrea Chénier“, Gérard
- „Cavalleria Rusticana“, Alfio
- „Lucrezia Borgia“, Alfonso
- „Don Pasquale“, Don Pasquale
- cijeli francuski bas-baritonski repertoar.

## Diskografija

### DVD produkcije
- G. Rossini, „La donna del lago“, Teatro alla Scala, uloga: Duglas, izd.: VideoLand
- G. Rossini, „Guglielmo Tell“, Teatro alla Scala, uloga: Gualtiero
- G. Rossini, „Viaggio a Reims“, Pesaro, uloga: Don Prudenzio
- V. Bellini, „Norma“, Tokio, uloga: Oroveso
- W. A. Mozart, „Nozze di Figaro“, Teatro Comunale di Firenze, uloga: Figaro
- G. Puccini, „Tosca“, „Puccini Festival“, Torre del Lago, uloga: Scarpia.

### CD produkcije
- J. Massenet, „Cheruban“, Teatro Lirico Cagliari
- G. Verdi, „Rigoletto“, Teatro alla Scala, uloga: Monterone
- G. Verdi, „Forza del destino“, Teatro alla Scala, uloga: Calatrava
- M. Musorgski, „Salammbo“, uloga: Primo Sacerdote, izd.: Italia Fonit Cetra (1980.)
- G. Rossini, „Ermione“, „Rossini Opera Festival“, Pesaro, uloga: Fenicio, izd.: Legato Classics
- G. Rossini, „Guglielmo Tell“, Teatro alla Scala, uloga: Gualtiero, izd.: Philips (1988.)
- G. Donizetti, „La Favorite“, festival „Donizetti e il suo tempo“, Bergamo, uloga: Balthazar, izd.: Ricordi (1992.)
- G. Rossini, „Bianca e Falliero“, „Rossini opera Festival“, Pesaro, uloga: Capellio, izd.: Ricordi (1992.)
- G. Donizetti, „Maria di Rudenz“, Teatro „La Fenice“, Venecija, uloga: Rambaldo, izd.: Serenissima (1994.)
- G. Puliti, „Musica sacra“ (1), izd.: Sveta glazba, Produkcija Prosoli, Hrvatska (1993.)
- I. M. Lukačić, „Sacrae cantiones“ (1 & 2), izd.: Exultate Deo (1993.)
- G. Puliti, „Musica sacra“ (2), izd.: Sveta glazba, Produkcija Prosoli, Hrvatska (1996.)
- A. Ponchielli, „La Gioconda“, Teatro „Amilcare Ponchielli“, Cremona, uloga: Alvise Badoero, izd.: Fonè (1997.)
- G. Rossini, „Demetrio e Polibio“, Festival di Martina Franca, uloga: Polibio, izd.: Dynamic (2002.)
- G. Meyerbeer, „Robert le Diable“, Festival di Martina Franca, uloga: Beltram, izd.: Dynamic (2000.)
- A. Smareglia, „Nozze Istriane“, Teatro „G. Verdi” di Trieste, uloga: Biagio, izd.: Bongiovanni (2000.)
- G. Verdi, „I Lombardi alla Prima Crociata“, Teatro „Amilcare Ponchielli”, Cremona, uloga: Pagano, izd.: Dynamic (2002.)

### Snimke RAI
- G. Rossini, „Otello“
- G. Rossini, „Bianca e Falliero“, uloga: Capellio
- G. Rossini, „Ermione“, uloga: Fenicio
- G. Rossini, „Barbiere di Siviglia“, uloga: Don Basilio, Teatro alla Scala
- W. A. Mozart, „Requiem“
- G. Paisiello, „La serva padrona“, uloga: Uberto, Firenca
- G. B. Pergolesi, „La serva padrona“, uloga: Uberto, Firenca.

## Nagrade i priznanja
- Odličje Zvĳezde Danice s likom Marka Marulića za svekoliki doprinos glazbenom stvaralaštvu (1996.)
- Nagrada ORLANDO – nagrada HRT-a za najbolja dostignuća u glazbenom, odnosno dramskom programu Dubrovačkih ljetnih igara (1996.)
- Nagrada "Milan Pihler" (sezona 2005./2006.) za ulogu Don Alfonsa u opernoj predstavi Così fan tutte[2]
- Premio lirico internazionale "Mario Tiberini"(2008.)
- Nagrada Milka Trnina (2009.)
- Nagrada "Vladimir Ruždjak" (sezona 2011./2012.) za ulogu Dulcamare u opernoj predstavi "Ljubavni napitak"
- Nagrada "Milan Pihler" (u sezonama 2012./2013. i 2013./2014.) za najbolje ostvarenu mušku ulogu – za ulogu Mefista u operi "Faust" Charlesa Gounoda[3]
- Nagrada "Milan Pihler"( u sezoni 2014/2015) za ulogu Scarpije u koncertnoj izvedbi opere "Tosca"  Giacoma Puccinija pod dirigentskom vodstvom Roberta Homena
- Nagrada "Milan Pihler" ( u sezoni 2016/2017) za ulogu Jaga u Operi "Otello" Giuseppea Verdija, pod dirigentskim vodstvom Villea Matvejeffa
- Nagrada hrvatskog glumišta (2019.) za najbolje umjetničko ostvarenje – muška uloga, za ulogu Macbeth u istoimenoj operi Giuseppe Vedija
- Nagrada za životno djelo Grada Rijeke (2019.)
- Nagrada za unapređivanje kulturnog stvaralaštva Primorsko-goranske županije (2020.)
- Nagrada "Milan Pihler" za ulogu Barun Scarpia u operi "Tosca" G. Puccinija (2020.)
- Nagrada za svekoliko umjetničko djelovanje – Životno djelo- hrvatskog glumišta (2020.)

## Vanjske poveznice
- Giorgio Surian (službena web stranica)
- www.jutarnji.hr – Giorgio Surian: Da sam znao da ćemo biti kao von Trappovi, imao bih još djece (23. studenoga 2010., autor: Luka Benčić)
- www.vecernji.hr – Giorgio Surian glavna zvijezda premijere "Ljubavnog napitka" (16. veljače 2012., autor: Branimir Pofuk)
- www.novilist.hr – Giorgio Surian nacionalni prvak riječke Opere (18. studenoga 2014., autor: Svjetlana Hribar)
- www.ziher.hr – “MACBETH” (HNK ZAJC): Krvava psihološka drama u riječkom opernom trijumfu (17. travnja 2018., autorica: Antonia Svetina)
- (tal.) www.lesalonmusical.it – La quadratura del cerchio con il Falstaff di Surian al Teatro Nazionale Croato Ivan Zajc di Fiume (12. svibnja 2018., autor: Rino Alessi)